# Kjöttromman
Kjöttromman fue un álbum lanzado en 1995 por el grupo islandés EXEM a través de Bad Taste. EXEM es un grupo liderado por Einar Melax (computadora, teclados, instrumentos de viento y viola), y el poeta Þorri Jóh (vocalista, maracas y tambores turcos). El disco tiene un estilo de música profunda, oscura y muy experimental.

Para este trabajo colaboraron varios artistas, algunos excompañeros de Melax, como Guðlaugur Kristinn Óttarsson y Birgir Mogensen.

## Lista de canciones
1. Heimskuhamingja (04:24)
2. Andlausa Lagið (03:40)
3. Viðris Þýfi (Blóð, Hunang og Hráki) (06:49)
4. Maðurinn er Vani (04:15)
5. Eftirmáli og Ályktarnir (04:26)
6. Svefnstími (05:40)
7. Skrilveldið (04:17)
8. Óvart, Ovænt (04:10)
9. Svart Ljós (06:10)
10. Erfðaminni Veggjanana (04:21)
11. Maðurinn er Vani (04:33)

## Músicos
Guitarras:

Guðlaugur Kristinn Óttarsson: “Eftirmáli og Ályktarnir”.

Þór Eldon Jónsson: “Heimskuhamingja”, “Viðris Þýfi (Blóð, Hunang og Hráki)”, “Skrilveldið”, “Svefnstími”, “Maðurinn er Vani”.

K. Máni: “Andlaus”, “Svart Ljós”, “Óvart, Ovænt”.

Andrew McKenzie: “Erfðaminni Veggjanana”, “Svart Ljós”.

Percusión:

Kristinn Þorsteinsdóttir: “Viðris Þýfi (Blóð, Hunang og Hráki)”.

Þórarinn Kristjánsson: “Andlausa Lagið”, “Skrilveldið”.

Instrumentos de viento:

Einar Pálsson: “Óvart, Ovænt”.

Jóel Pálsson: “Andlausa Lagið”.

Bajo:

Birgir Mogensen: “Heimskuhamingja”, “Svart Ljós”, “Erfðaminni Veggjanana”, “Svefnstími”.

Vocalistas de fondo:

Bjarney Gunnlaugsdóttir y Erla Einarsdóttir: “Maðurinn er Vani”.

Ragnheiður Elín Gunnarsdóttir y Hallveig: “Andlausa Lagið”.

GG. Gunn: “Skrilveldið”.

## Equipo de producción
Traducción al inglés de texto en folleto: GG. Gunn, Þorri y Júlía.

Grabaciones: Már Gunnlaugsson y Andrew Mckenzie.

Mezcla: Andrew Mckenzie, Már Gunnlaugsson y Sigurður Ingí Ásgeirsson (“Andlaus”).

Masterización: Kjartan Kjartansson y Steingrímur Eyfjörð Guðmundsson.

Arte de tapa: Kjartan Pierre Emilsson y Þórri Jóh. El folleto también incluye dibujos anatómicos realizados por el ilustrador francés Jean Bourgery.